# Селиште Дрежничко
Селиште Дрежничко је насељено мјесто у општини Раковица, на Кордуну, у Карловачкој жупанији, Република Хрватска.

## Географија
Селиште Дрежничко се налази око 6,5 км јужно од Раковице.

## Историја
Селиште Дрежничко се од распада Југославије до августа 1995. године налазило у Републици Српској Крајини. До територијалне реорганизације у Хрватској насеље се налазило у саставу бивше велике општине Слуњ.

## Становништво
Према попису становништва из 2011. године, насеље Селиште Дрежничко је имало 280 становника.
| Демографија | Демографија | Демографија |
| Година      | Становника  | Становника  |
| ----------- | ----------- | ----------- |
| 1971.       | 433         |             |
| 1981.       | 654         |             |
| 1991.       | 649         |             |
| 2001.       | 348         |             |
| 2011.       |             | 280         |

- напомене:

До 1900. године исказивано под именом Селиште, а од 1910. до 1991. године под именом Дрежничко Селиште. 2001. године смањено издвајањем насеља Чатрња и Корана. 1981. и 1991. године садржи податке за насеље Чатрња, а до 1991. године за насеље Корана.

## Попис1991.
На попису становништва 1991. године, насељено место Селиште Дрежничко је имало 649 становника, следећег националног састава:
| Попис 1991.‍ | Попис 1991.‍ | Попис 1991.‍ | Попис 1991.‍ | Попис 1991.‍ |
| ----------- | ----------- | ----------- | ----------- | ----------- |
|             |             |             |             |             |
| Хрвати      | Хрвати      |             | 633         | 97,53%      |
| Срби        | Срби        |             | 14          | 2,15%       |
| Југословени | Југословени |             | 1           | 0,15%       |
| Муслимани   | Муслимани   |             | 1           | 0,15%       |
| укупно: 649 |             |             |             |             |